# 北海道道1142号えりも浦河線
北海道道1142号えりも浦河線（ほっかいどうどう1142ごう えりもうらかわせん）は、北海道えりも町と浦河町を結ぶ一般道道（北海道道）である。全線未供用である。

## 概要
予定線は公表されているが、2018年4月時点で全線未供用である。

### 路線データ
- 起点：北海道幌泉郡えりも町
- 終点：北海道浦河郡浦河町
- 総延長：55.683 km
- 実延長：0 km
- 重用延長：3.232 km
- 未供用延長：52.451 km

## 歴史
- 1996年（平成8年）2月29日 - 路線認定[3]。

## 地理

### 通過する自治体
- 日高振興局
  - 幌泉郡えりも町
  - 様似郡様似町
  - 浦河郡浦河町